# Jadebusen

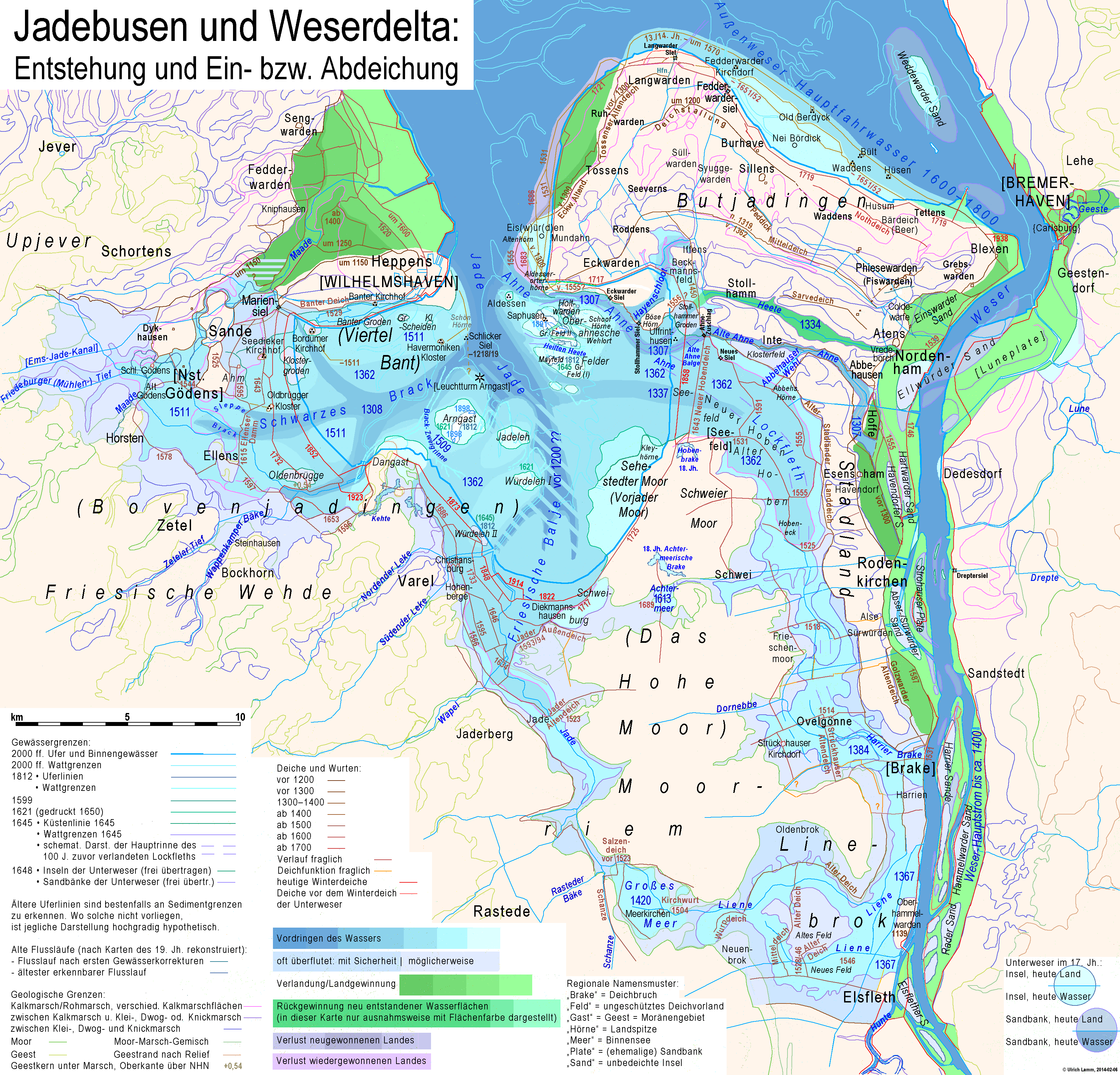
Jadebusens utsträckning inklusive Weserdeltan → förstoring 33 % (216 dpi)

Jadebusen är en 190 km² stor bukt på tyska Nordsjökusten mellan floderna Wesers och Ems mynningar. Jadebusen bildades genom flera omfattande översvämningar under medeltiden och har fått sitt namn av floden Jade. I norr är Jadebusen förbunden med Nordsjön och viktiga städer kring bukten är Wilhelmshaven och Varel. Mitt i bukten står Arngast fyr som riktmärke för sjötrafiken till Wilhelmshaven.

## Historik
Jadebusen bildades den 17 februari 1164 genom den s.k. Julianastormfloden, som enligt dåtida källor skördade 20 000 människors liv längs med Nordsjökusten. Handelsstaden Aldessen (Haroldsheim) försvann i vågorna 1428 och ligger numera på Jadebusens botten för alltid. Sin största utsträckning fick Jadebusen vid Antoniöversvämmingen den 16 januari 1511 då förstörelsen efter 1509 och 1510 års översvämningar fulländades. Under dessa tre år försvann såldes en stor del av den tyska kusten och nya bosättningar bildades på högre mark.
Jadebusen kom att utnyttjas som både hamn för krigsfartyg och handelsresande under de kommande åren. Kung Kristian V av Danmark lät 1681 bygga staden Christiansborg vid Varel men vattenvägen dit kunde med dåtidens teknik inte hållas öppen. Därför övergavs projektet att vidga Danmarks inflytande västerut under 1693. I början av 1700-talet planerade tsar Peter den store att anlägga en örlogshamn i Hooksiel, där han hade en av många allierade. Även denna plan nådde aldrig längre än ritbordet och det enda som finns är ett minnesmärke i Hooksiels hamn.
Utöver svårigheterna med att hålla vattenvägarna farbara var även levnadsförhållandena svåra längs kusterna då försörjningen utan hamn blev komplicerad. Preussen lyckades slutligen grunda Wilhelmshaven år 1853 på det förvärvade Oldenburgs yta. Stora delar av arbetarna led av bristen på färskvatten och de febersjukdomar som härjade i områdets sumpmarker. Tidvis var uppemot 40 % sjuka, några i malaria.
Genom Preussens förvärv av landområdet tog man en stor risk eftersom det inte var säkert att det var möjligt att kunna upprätta en örlogshamn i Jadebusen. Man började 1854-55 en mätning av vattendjupet i bukten och hittade längs nordöstsidan av ön Wangerooge en farbar led, som efter bearbetning ännu idag används som farled genom Jadebusen. Det första sjökortet togs fram 1856 och det första officiella sjökortet offentliggjordes 1858/59.
Genom Jadebusen går idag Tysklands djupaste farled, som dock inte tillåter större fartyg än tankers. Inom några år kommer JadeWesterPort att byggas på Jadebusens västsida och kommer då att även kunna ta emot containerfartyg i stor omfattning.

## Galleri

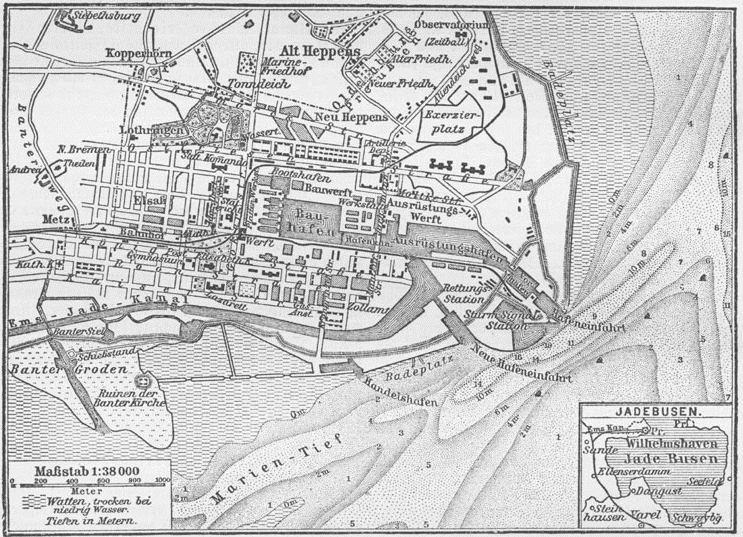
Wilhelmshaven och Jadebusen kring 1888
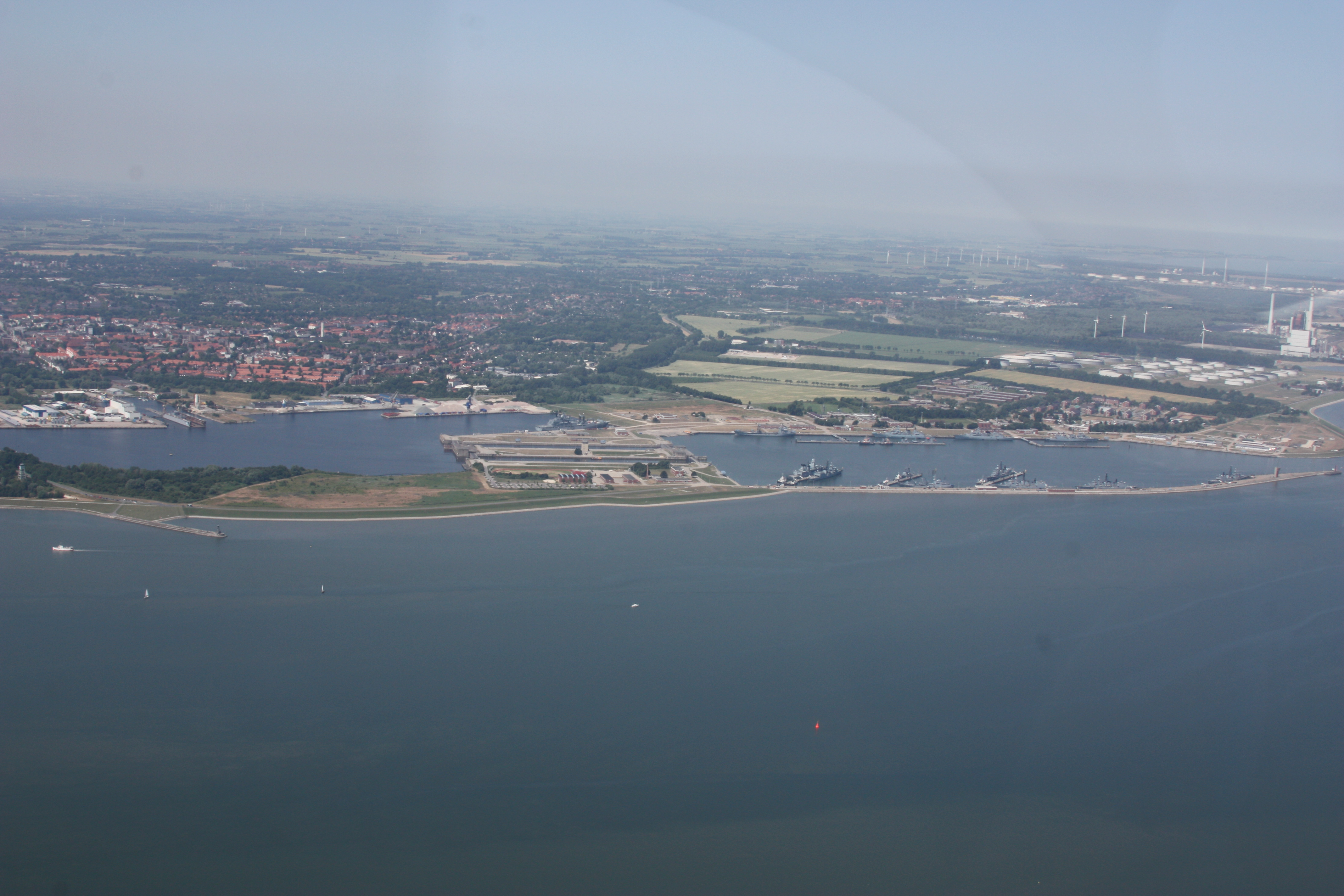
Wilhelmshaven
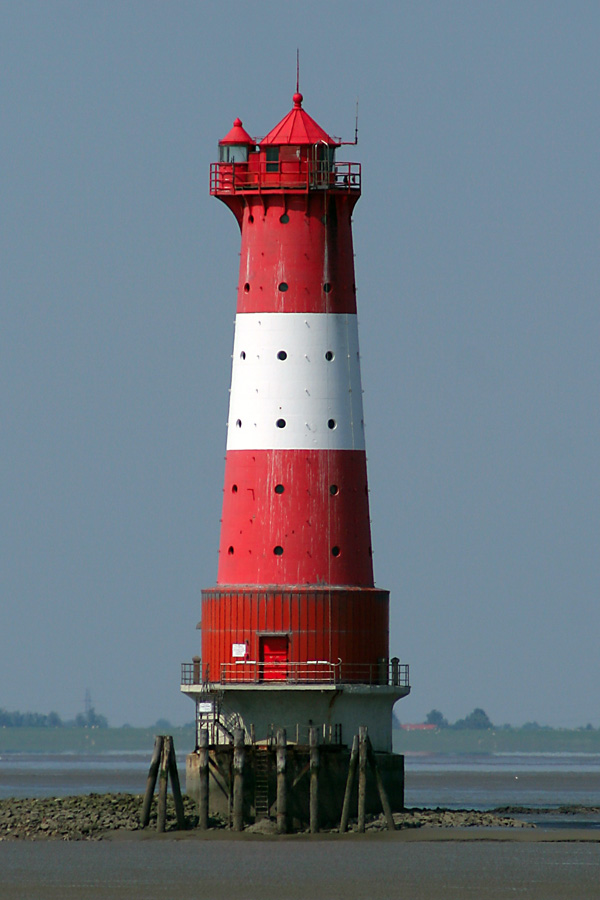
Fyren Arngast
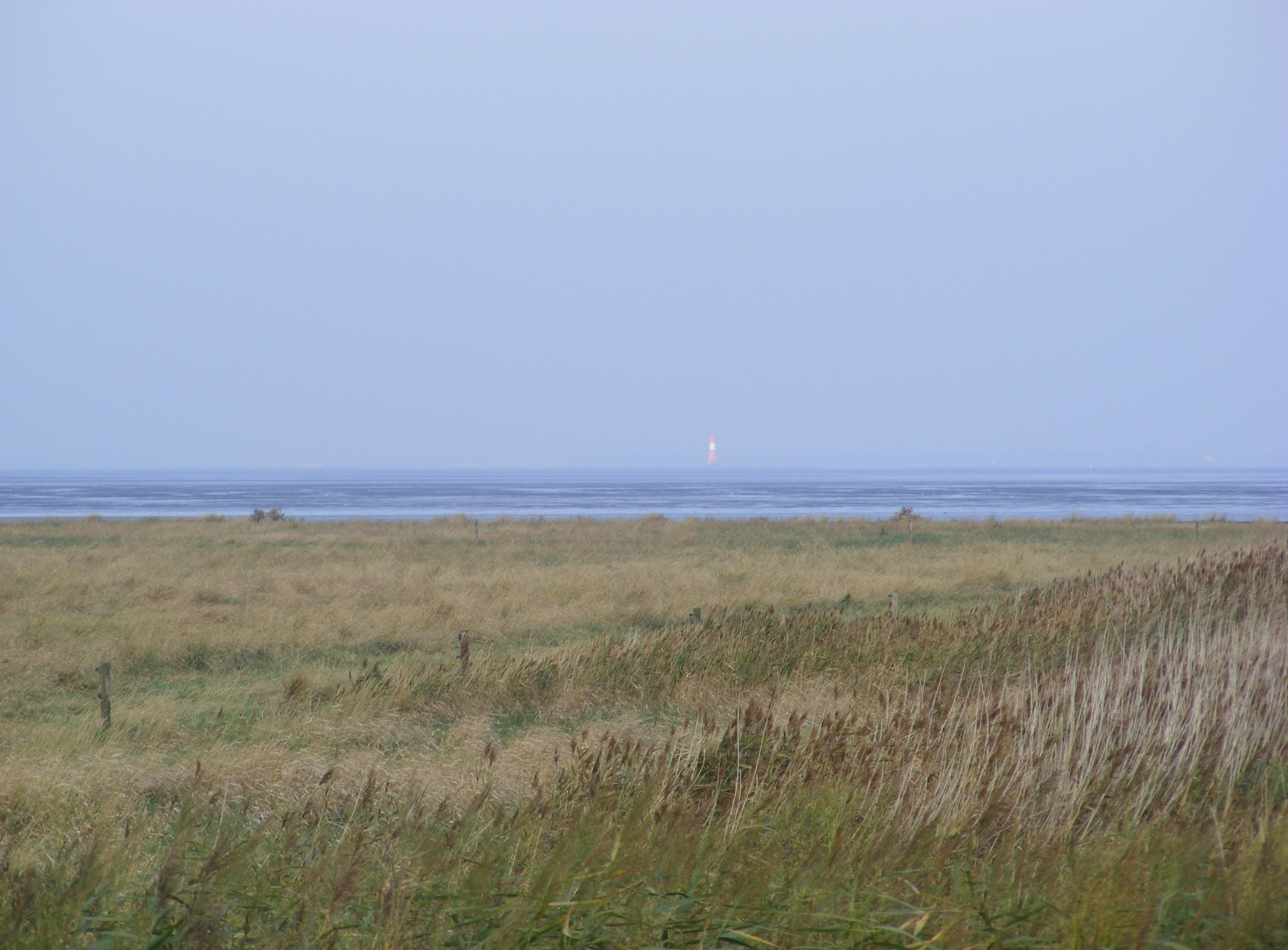
Sältar och Arngast fyr